# Traiania debellardi
Traiania debellardi is een hooiwagen uit de familie Zalmoxioidae.